# Anolis huilae
Anolis huilae este o specie de șopârle din genul Anolis, familia Polychrotidae, descrisă de Williams în anul 1982. Conform Catalogue of Life specia Anolis huilae nu are subspecii cunoscute.